# Печатка Аризони
Велика печатка штату Аризона (англ. Great Seal of the State of Arizona) — один з офіційних символів штату Аризона, США.

## Опис
У кільці навколо печаткаизверху поміщений напис «Велика Печатка Штату Аризона», знизу розміщено напис 1912: рік прийняття територією Аризона статусу штату. У центрі печатки розміщений девіз на латині «Господь збагачує» (лат. Ditat Deus). На задньому плані зображено гірський хребет і схід сонця над ним. У центральній частині зображено водосховище, огороджене дамбою, зрошувані поля і фруктові сади. На передньому плані праворуч зображено пасеться корова, а ліворуч — кварцова дробарка і гірник Джордж Воррен з киркою. Друк символізує основні елементи економіки штату: скотарство (корова), вичинка бавовни (зрошувані поля), видобуток міді (гірник), збір цитрусових (зрошувані поля) і специфічний клімат (сонце і хмари).

## Історія
У 1863 році президент Лінкольн підписав указ про призначення в території Аризона тимчасового уряду. Губернатором території був призначений Річард Мак-Кормік. Їм і була розроблена перша печатка Аризони. У центрі неї був зображений гірник, що стоїть перед тачкою, що тримає кайло і невелику лопату. На задньому фоні були зображені дві гори. Внизу друку був поміщений девіз Ditat Deus і 1863, рік заснування території. Перший дизайн зазнав критики, у відповідь на яку Мак-Кормік розробив нову печатку. На ній крім старих елементів був зображений слабкий струмок біля ніг гірника. Тачка і коротка лопата були замінені на довгу лопату, а дві гори замінені на одну.
Восени 1864 а члени першої територіальної легіслатури Аризони прийняли постанову про створення нової печатки. Вона повинна була бути розміром в 2 ¼ дюйм а (57 мм) і відображати гори Сан-Франциско у віддаленні, оленя, сосни, кактус на передньому плані, а девізом має бути вислів Ditat Deus. Однак нова печатка була підготовлена лише в 1879, через 15 років. Примітно, що стара печатка досі використовується в окрузі Джіла. У перший раз нова печатка була використана 3 березня 1879 секретарем штату Джоном Госпер для підписання актів десятої територіальної легіслатури. В 1905 малюнок печатки знову був змінений: у числі змін був поворот оленя наліво, а гірський хребет отримав більшу схожість з горами Сан-Франциско. Друк з цим зображенням з'явилася на оригіналі прийнятої в 1910 у конституції Аризони. В 1912 у печатка була змінена востаннє і отримала нинішній вигляд.